# Втори вселенски събор
Първия поместен събор в Константинопол, впоследствие признат за Втори Вселенски събор от източните и западните църкви, се състои от май до 30 юни 381 година в Константинопол.
Свикан е по нареждане на император Теодосий I, за да утвърди Никейския символ на вярата и за да осъди цариградския епископ Македоний, който не признава единосъщието на Бог – Свети дух с Отца и Сина. Освен това, и арианството, което е подкрепяно от загиналия в Битката при Адрианопол през 378 г. император Валент, е осъдено окончателно, като ерес.

## Решения
Съборът взема общо 7 решения и попълва някои и изрази от Първия вселенски събор. 
Решават се тринитарни (засягащи Светата троица) въпроси и (2-ро и 6-о правило): 
- Изтокът се дели на 7 окръга всеки с независими църковни инстанции.
- На Цариградския патриарх се дава предимство по чест от другите източни патриарси, защото патриархът и папата са равноправни.
- Последователите на учението, че Дева Мария не е родила Христа – Бога са анатемосани.
- Дева Мария е призната за Богородица (набляга се на това, че е родила Господ).
- Също така се забранява да се променя Символът на вярата.
- Кипърските епископи се освобождават от зависимостта от Антохийския патриаршия.

## Участници (откъс)
- Акаций от Беройя (Сирия)
- Григорий Богослов
- Марут Мартирополски (от Мартиропол)
- Мелетий Антиохийски (ръководител)
- Петър от Себасте (Армения)
- Тимофей Александрийски (от Александрия, Египет)
- Кирил Иерусалимски
- Геласий Кесарие Палестински (племенник на Кирил)
- Ахолий Солунски
- Григорий Нисиийски (брат на Василий Велики)
- Амфилохий Иконийски (от Икония)
- Оптим Антиохии Писидийски (от областта Писидия)
- Диодор Тарски (от Тарс, Киликия)
- Пелагий Лаодикийски (от Лаодикея)
- Вулфила (готски епископ - умира веднага след пристигането си)